# William West (Politiker)
William West (* um 1733 in North Kingstown, Rhode Island; † 1814 in Rhode Island) war ein amerikanischer Offizier, Jurist und Politiker. Er war Milizengeneral während des Unabhängigkeitskrieges, Richter am Rhode Island Supreme Court, Vizegouverneur des Staates Rhode Island und ein Anti-Föderalismus-Führer. Das erste Urteil des United States Supreme Court im Jahr 1791 betraf ihn (West v. Barnes).

## Frühe Jahre
William West, Sohn von Alice Sweet und John West, eines Urenkels des Pilgers George Soule, wurde während der Regierungszeit von Georg II. in North Kingstown geboren. Sein Vater war ein Großgrundbesitzer und seine Mutter verkaufte Johnnycakes während des Unabhängigkeitskrieges. Es wurde lange Zeit angenommen, dass West ein Nachfahre von Francis West aus Duxbury gewesen war. Moderne DNA-Analysen haben aber nachgewiesen, dass er einem völlig anderen Familienzweig angehört haben muss. West heiratete um 1755 Eleanor Brown. Während jener Zeit diente er im Siebenjährigen Krieg. Er zog dann schließlich von North Kingstown nach Scituate (Rhode Island), wo er eine 200 Acres (0,81 km²) große Farm erwarb, welche Kolonialgouverneur Stephen Hopkins zuvor gehörte. 1758 erbaute er dort ein florierendes Wirtshaus. Er war als Farmer tätig und Melasse-Händler. Kurz nach seinem Umzug nach Scituate wählte man ihn zum Abgeordneten. Er war auch Abgeordneter der Town in der General Assembly, welche am 26. September 1786 in East Greenwich zusammenkam. Zwischen 1760 und 1785 diente West 12 Mal als Abgeordneter.

## Unabhängigkeitskrieg
Bei Ausbruch des Unabhängigkeitskrieges 1775 war er stellvertretender Kommandant der Rhode Island Miliz unter Esek Hopkins und hatte den Dienstgrad eines Colonels inne. Zwischen 1775 und 1777 war er dann Brigadegeneral. West hatte von Januar bis März 1776 das Kommando auf Rhode Island (Aquidneck Island) in der Narragansett Bay, welche damals von den Briten belagert wurde. Als General war seine Hauptaufgabe die Tories aufzuspüren, welche die Briten mit Nachschub versorgten. Im März trat er wegen seiner Verärgerung über die Rhode Island Legislative von seinem Kommando in Newport zurück, da man mehrere inhaftierte Tory-Anführer in Newport freiließ, einschließlich Joseph Wanton junior.
Als die britische Armee schließlich im Dezember 1776 Newport besetzte, zog sich West mit der Miliz nach Bristol zurück. Während der Schlacht auf Rhode Island 1778 befehligte General West die Rhode Island Miliz bei der erfolglosen Invasion von Aquidneck Island. Seine Truppen dienten als Reserve für die regulären Truppen und gaben diesen während des Rückzugs Deckung.
West spielte eine aktive Rolle in den Belangen seiner Town während des Unabhängigkeitskrieges. Am 4. Mai 1776 unterzeichnete West als Abgeordneter von Scituate die Unabhängigkeitserklärung von Rhode Island, welche zwei Monate der Unabhängigkeitserklärung der Vereinigten Staaten voraus ging. Er war 1777 für die Aushebung von Truppen in Scituate verantwortlich und diente in verschiedenen Ausschüssen betreffend der britischen Blockade, Armeedecken, Salzrationierung und Schusswaffen. West wurde 1779 wieder zum Brigadegeneral der Providence County Brigade ernannt. Angeblich war General West auch in Freibeutertätigkeiten während des Krieges involviert. In diesem Zusammenhang gingen zwei Ladungen verloren, worunter seine Finanzen litten.
West wurde auch mehrere Male zum Moderator der Town gewählt, da er angeblich ein Mann von intelligence, and a marked degree of enterprise war. Während des Krieges wurde er zum Vizegouverneur von Rhode Island gewählt – ein Posten, welchen er von Mai 1780 bis Mai 1781 innehatte. Während dieser Zeit saß er in dem Ausschuss, welcher wesentlich an der Bildung des Staates Vermont beteiligt war. Westfield (Vermont) wurde daraufhin 1780 nach Vizegouverneur West benannt. West wurde auch Land in Vermont für sein politisches Engagement zugeteilt, welches er 1785 wegen seiner finanziellen Schwierigkeiten verkaufte.

## Richter am Supreme Court und Anti-Föderalismus-Führer
West diente von 1787 bis 1789 als Richter am Rhode Island Supreme Court, damals Superior Court of Assize und General Gaol Delivery genannt. Während dieser Zeit war er auch Führer des ländlichen Widerstands gegen die Verabschiedung der Verfassung, bekannt als Country Party (Rhode Island). Die Gruppierung unterstützte die Einführung von Papiergeld als Zahlungsmittel und war von 1786 bis 1790 an der Macht beteiligt. West führte beinahe 1.000 Bewaffnete aus der Landbevölkerung nach Providence, um gegen die Verlesung der Verfassung am 4. Juli 1788 zu protestieren, welche auf einem Ochsenbratenfest stattfinden sollte. Kurz zuvor ratifizierte der neunte Staat die Verfassung. Zum Glück wurde ein Kompromiss zwischen den Föderalisten und Anti-Föderalisten geschlossen, was einen Bürgerkrieg abwendete. Die Föderalisten stimmten zu die Unabhängigkeit zu feiern, aber nicht die Verfassung anzunehmen. Der Widerstand gegen die Verfassung blieb jedoch stark. Rhode Island war daher die letzte der 13 Kolonien, welche 1790 die Verfassung ratifizierte.

## Finanzielle Schwierigkeiten
Obwohl West ein Großgrundbesitzer vor dem Krieg war, ruinierte ihn der Werteverlust der kontinentalen Währung finanziell. In seinem ersten Urteil West v. Barnes von 1791 entschied der Oberste Gerichtshof der Vereinigten Staaten, dass William West die kontinentale Währung nicht verwenden durfte, um seine Hypothek zurückzahlen wegen verfahrensrechtlicher Gründe. West war daraufhin gezwungen seine Farm an seine Schwiegersöhne zu verkaufen: Gideon Smith, Jeremy Phillips, Job Randall und Joseph Battey. Dies führte zu weiteren Rechtsstreitigkeiten nach seinem Tod (West v. Randall). West kam für eine Zeit lang ins Schuldnergefängnis und verstarb 1814 in relativer Armut. Er wurde auf seiner Farm in Scituate beim Danielson Highway beigesetzt. Es existieren keine Abbildungen von West. Er wurde aber beschrieben als:

„a man rather above the middle height, a bony, sinewy man, long favored, with a prominent nose.“